# Aki Takase
Aki Takase (Japans: 高瀬 アキ, Takase Aki) (Osaka, 26 januari 1948) is een Japanse jazzpianiste en componiste.

## Biografie
Takase begon op 3-jarige leeftijd met het pianospel. Ze studeerde klassieke piano in Japan, ontdekte daarna de jazz en ging naar eerste concerten in Japan, o.a. in de jazzclub van Haruki Murakami, waar ze in contact kwam met Amerikaanse muzikanten als Dexter Gordon, Kirk Lightsey e.a. In de Verenigde Staten gaf ze vanaf 1979 concerten en maakte ze opnamen met o.a. Lester Bowie, David Liebman, Sheila Jordan, John Zorn en John Scofield. Daarnaast behoorde ze vanaf 1978 tot de bands van Yoshio Ikeda, met wie ook duo-opnamen ontstonden.
In 1981 gaf ze haar eerste Europese concert tijdens de Berliner Jazztage en speelde ze vervolgens tijdens grote en bekende festivals.
Sinds 1987 woont Takase in Berlijn. Ze werkt regelmatig met haar echtgenoot Alexander von Schlippenbach, maar ook met Han Bennink, Evan Parker, Paul Lovens en andere muzikanten van de freejazz. Ze ontdekte het jonge talent Maria João, met wie ze wereldwijd op tournee ging. Deels werd haar duo uitgebreid tot trio met de bassist Niels-Henning Ørsted Pedersen. Verder werkte ze met David Murray, Louis Sclavis, Günther Klatt, Silke Eberhard en Rudi Mahall in een duo, met verdere muzikanten als DJ Illvibe, Eugene Chadbourne en Nils Wogram in een trio of kwartet. Ze werkte kort als gastprofessor aan de Hochschule für Musik „Hanns Eisler“ Berlijn, waar ze o.a. les gaf aan Daniel Erdmann en Julia Hülsmann.
In verschillende projecten werkte ze in wisselende bezetting samen met persoonlijkheden uit de jazzgeschiedenis, waaronder Duke Ellington (1990, 2009), Thelonious Monk (1994), Eric Dolphy (1998, 2014), W.C. Handy (2002), Fats Waller (2004) en Ornette Coleman (2006).

## Onderscheidingen
Takase werd acht keer geplaatst in de kwartaallijsten van de prijs van de Duitse platenkritiek. Voor de cd Aki Takase plays Fats Waller kreeg ze in 2004 de jaarprijs van de Duitse platenkritiek. In 1999 werd ze onderscheiden met de criticiprijs van de Berliner Zeitung en in 2002 met de SWR-jazzprijs. In 2018 kreeg ze de Jazzpreis Berlin.

## Discografie
- 1981: Minerva's Owl
- 1982: A.B.C. (East Wind)
- 1982: Perdido (Enja Records, solo)
- 1984: Masahiko Sato / Aki Takase / Ichiko Hashimoto / Takashi Kako Twilight Monologues (telkens solonummers)
- 1988: Maria João & Aki Takase Looking for Love (Enja Records)
- 1990: Shima Shoka (Enja Records)
- 1990: Maria João, Aki Takase, Niels-Henning Ørsted Pedersen Alice (Enja Records)
- 1992: Close Up of Japan (Enja Records)
- 1993: Aki Takase, Reggie Workman, Sunny Murray Clapping Music (Enja Records)
- 1995: Günther Klatt & Aki Takase Play Ballads of Duke Ellington (Tutu Records)
- 1995: Aki Takase & Alexander von Schlippenbach Piano Duets: Live in Berlin, 1993–1994
- 1997: Oriental Express (Enja Records, met Igarashi Issei, Hayashi Eiithi, Katayama Hioaki, Itaya Hiroshi, Shōta Koyama, Ino Nobuyoshi)
- 1997: Aki Takase, Rudi Mahall Duet for Eric Dolphy (Enja Records)
- 2001: Le Cahier du Bal (Leo Records, solo)
- 2002: Dempa Nine Fragments (Leo, met Aleksander Kolkowski, Tony Buck)
- 2002: Aki Takase, Conny Bauer News from Berlin (victo)
- 2003: Japanic (BMC Records met Daniel Erdmann, DJ Illvibe, Johannes Fink, Dag Magnus Narvesen)
- 2004: St. Louis Blues (Enja Records, met Nils Wogram, Rudi Mahall, Fred Frith, Paul Lovens)
- 2005: Alexander von Schlippenbach, Aki Takase, DJ Illvibe Lok 03 Leo Records
- 2006: Tarantella (Psi Records met Aleks Kolkowski, Maurice Horsthuis, Tristan Honsinger, Ino Nobuyoshi)
- 2006: Lauren Newton, Aki Takase Spring in Bangkok (Intakt Records)
- 2007: Aki Takase, Silke Eberhard Ornette Coleman Anthology (Intakt Records)
- 2008: Aki and The Good Boys Live at Willisau Jazz Festival (Jazzwerkstatt, met Tobias Delius, Rudi Mahall, Johannes Fink, Heinrich Köbberling)
- 2010: A Week Went By (Psi Records met John Edwards enTony Levin en John Tchicai)
- 2011: Aki Takase, Han Bennink Two for Two (Intakt Records)
- 2011: Kimiko Itō, Aki Takase MakkanaOhirune
- 2012: My Ellington (Intakt Records)
- 2014: Aki Takase, Louis Sclavis, Vincent Courtois, Dominique Pifarely La Planete Flying Soul (Intakt Records)
- 2014: Aki Takase & Alexander von Schlippenbach So long Eric! (Intakt Records)
- 2015: Aki Takase, Ayumi Paul Hotel Zauberberg (Intakt Records)
- 2017: Aki Takase, David Murray Cherry Sakura (Intakt Records)
- 2019: Hokusai (Intakt Records, solo en Alexander von Schlippenbach resp. Yōko Tawada)

- Bibsys: 6048117
- Bibliothèque nationale de France: cb13940624m (data)
- CiNii: DA15664886
- Gemeinsame Normdatei: 134535944
- International Standard Name Identifier: 0000 0000 8147 6086
- Library of Congress Control Number: n94042789
- MusicBrainz: 48f8ee0c-8770-41ff-b458-bfb236e4d808
- Nationale Bibliotheek van Tsjechië: xx0119282
- Nationale Bibliotheek van Israël: 987007314535805171
- Nederlandse Thesaurus van Auteursnamen: 074483560
- Réseau des bibliothèques de Suisse occidentale: 02-A003886076
- Istituto Centrale per il Catalogo Unico: CAGV400677
- Système universitaire de documentation: 244097453
- Virtual International Authority File: 67397739
- WorldCat: E39PBJcRcKJqdG7RbpFd7tHKVC